# Lume de Chão
Lume de Chão é o álbum de estreia do grupo português Uaninauei, lançado em 2010.

## Curiosidades
O álbum foi gravado por Marco Cipriano em 2010 nos estúdios Djungle em Corroios.

## Faixas[2]
Todas as músicas por Uaninauei e letras por Daniel Catarino.
1. Neve Carbónica (5:05)
2. Cantiga de um Ladrão (3:54)
3. Chamas em Mim (3:23)
4. Balada do Cavalo (8:02)
5. Betoneira (Vida do Mal) (4:11)
6. Circos a Arder (4:37)
7. Guilhotina (4:53)
8. O Rei (9:48)

## Ficha Técnica
- Daniel Catarino – voz, guitarra
- Alexandre Tavares – guitarra, voz em Balada do Cavalo
- José Lopes - guitarra
- João Palma - bateria
- Yoann Crochet - baixo
- José Saruga - voz em Balada do Cavalo e Betoneira (Vida do Mal)
- Marco Cipriano - gravação, mistura e masterização
- Capa de Alexandre Tavares.